# Systellaspis debilis
Systellaspis debilis är en kräftdjursart som först beskrevs av Alphonse Milne-Edwards 1881.  Systellaspis debilis ingår i släktet Systellaspis och familjen Oplophoridae. Inga underarter finns listade i Catalogue of Life.